# Nærjordsasteroide
En nærjordsasteroide er en småplanet, der bevæger sig i en bane der, enten bringer den tæt på Jorden, eller ligefrem medfører at den krydser Jordens bane. I engelsksproget litteratur benyttes ofte forkortelsen NEA for Near-Earth Astroid. Pr. d. 1. maj 2017 har man registreret 16.089 nærjordsasteroider. nærjordsasteroiderne tilhører gruppen af Nærjords-objekter (NEO), der også indeholder nærjords- kometer, meteoroider og rumskrot.

## Underkategorier
Der findes fire typer nærjordsasteroider. De klassificeres efter hvordan deres baner ligger i forhold til Jordens bane, specifikt Jordens sol-næreste afstand – perihelium (0,983 AE) og solfjerneste afstand – aphelium (1,017 AE) samt Jordens middelafstand til Solen givet ved den halve storakse (1,000) AE:

### Atira
Atira-asteroider har en aphelium-afstand < 0,983 AE. Deres baner ligger fuldstændigt indenfor Jordens bane, men de kommer tæt på Jorden. Der kendes 12 Atira-asteroider pr. 1/1 2013. Gruppen er opkaldt efter asteroiden (163693) Atira.

### Aten
Aten-asteroider – Halve storakse < 1,000 AE og aphelium-afstand > 0,983 AE – Det meste af deres bane ligger indenfor, men de krydser dog Jordens bane. Der kendes 743 Aten-asteroider pr. 1/1 2013. Gruppen er opkaldt efter asteroiden (2062) Aten.

### Apollo
Apollo-asteroider – Halve storakse > 1,000 AE og perihelium-afstand < 1,017 AE – Det meste af deres bane ligger udenfor, men de krydser dog Jordens bane. Med 5124 Apollo-asteroider pr. 1/1 2013, er det den største NEA undergruppe. Gruppen er opkaldt efter asteroiden (1862) Apollo.

### Amor
Amor-asteroider har en perihelium-afstand mellem 1,017 og 1,300 AE – Deres baner ligger fuldstændigt udenfor Jordens bane, men dog ikke mere end at de kommer tæt på. Der kendes 3570 Amor-asteroider pr. 1/1 2013. Gruppen er opkaldt efter asteroiden (1221) Amor. Asteroiden 1036 Ganymed, der med en diameter på omkring 35 kilometer er det største af alle nærjord-objekter, er også en Amor-asteroide.

### Bemærkninger
Nogle astronomer betragter Atira-asteroiderne som en undergruppe til Aten-asteroiderne. Indtil 1998 kendte man ikke nogen Atira-asteroider, så problemstillingen havde indtil da været af hypotetisk karakter. Andre astronomer opererer med en kategori kaldet Arjuna-asteroider, der er en krydskategori af de ovennævnte kategorier, for asteroider der har meget Jord lignende baner.
Asteroider der måtte bevæge sig i selve Jordens bane, i en såkaldt 1:1 resonans er ikke nærjordsasteroider, idet de enten befinder sig 60° foran eller 60° bagud i forhold til Jorden, og således aldrig kommer tæt på. Disse Asteroider kaldes generelt for Trojanske asteroider, og der kendes til dato (25. feb. 2013) kun een der ligger i Jordens bane: 2010 TK7.

## Oprindelse
Der kendes både Atira- og Aten-asteroider der udover at være nærjordsasteroider også krydser Venus' bane og sågar Merkurs bane. Ligeså findes der også Apollo- og Amor-asteroider der krydser Mars bane og Asteroidebæltet. Generelt er nærjord-asteroidernes baner ikke stabile i det lange løb, og de kan kun eksistere i nogle få millioner år.
De bliver på et tidspunkt pertuberet af de andre planeter, måske til en anden banetype, og de vil i sidste ende enten blive udstødt af Solsystemet, eller ende deres dage i Solen eller i et sammenstød med en af planeterne.
Med relativt korte levetider for nærjordsasteroiderne i sammenligning med asteroidernes alder, der er omtrent lige så gamle som Solsystemet selv, så er det klart at der hele tiden må komme en nye forsyninger af nærjordsasteroider til. Man antager at det er asteroider, fra asteroidebæltet der bevæger sig i baner der ligger i resonans med Jupiter, som er fødekilden. Med tiden vil Jupiter pertubere asteroiderne ind mod den indre del af solsystemet. Asteroidebæltet har nogle næsten tomme områder, kaldet Kirkwood gab, og disse tomme områder er netop i resonans med Jupiter. Eksempelvis er 3:1-resonansen et område, hvor en asteroide ville foretage tre omløb om Solen i den tid Jupiter foretager eet omløb. Der er også andre resonanser f.eks. 5:2, 7:3 og 2:1. Asteroider i 3:1 resonans kaldes også for Alinda-asteroider efter (887) Alinda. Et andet prominent medlem af denne gruppe er (4179) Toutatis, der også er en Apollo-asteroide og yderligere tilhører gruppen af potentielt farlige asteroider, der omtales længere nede.
På grund af den såkaldte Jarkovskij-effekt kommer der hele tiden nye asteroider til de ustabile Kirkwood-gab. Jarkovskij-effekten er opkaldt efter den hviderussiske civilingeniør Ivan O. Jarkovskij, der beskrev fænomenet. På grund af akkumulering af varmen fra opvarmning af himmellegemers overflade under den daglige rotation, og tilsvarende nedkøling på natsiden, skabes der en netto udstrålingsforskel (anisotropi) mellem siderne for solopgang og for solnedgang, der langsomt men sikkert vil ændre asteroide-banes geometri. Effekten er størst på små legemer uden atmosfære, og blev første gang bekræftet på asteroiden (6489) Golevka.
Kort fortalt medfører Jarkovskij-effekten, at der fra tid til anden dukker nye asteroider op i Kirkwood-gabene. De vil så med tiden blive pertuberet indad i Solsystemet af Jupiter. Efter nogle millioner år ender de i en kollision med en af planeterne eller Solen.

## Potentielt farlige asteroider
Nogle nærjordsasteroider betegnes som potentielt farlige og er en undergruppe af PHO'erne – Potentially hazardous objects – der også inkluderer kometer. En asteroide klassificeres som potentielt farlig hvis dens bane krydser Jordens indenfor en afstand af 0,05 AE, og hvis asteroiden har en diameter på mere end ca. 150 m, eller har en absolut størrelsesklasse på 22,0 eller mindre, hvilket er et groft mål for dens reelle størrelse. Der er pr. 25. feb. 2013 registreret 1381 potentielt farlige asteroider. Bemærk, det er ikke sikkert de vil støde ind i Jorden, men det kan heller ikke udelukkes.
Den, i moderne tid, tætteste kendte passage af en større nærjordsasteroide, fandt sted den 15. februar 2013, da asteroiden Duende passerede Jorden i en afstand af kun 27.743 km fra Jordens overflade. Nærkontakten med Jorden, ændrede dens bane så meget at den fra at være af Apollo-typen nu er af Aten-typen.

## Overvågning
Der har gennem tiden været etableret forskellige programmer og undersøgelsesprojekter, der skulle afdække omfanget af nærjordsasteroider og objekter, bl.a. med henblik på at udpege dem der er potentielt farlige i så god tid som muligt. Nogle af disse projekter er; LINEAR (Lincoln Near-Earth Asteroid Research), Spacewatch, NEAT (Near-Earth Asteroid Tracking), Lowell Observatory Near-Earth-Object Search (LONEOS), Catalina Sky Survey, Campo Imperatore Near-Earth Objects Survey (CINEOS), Japanese Spaceguard Association, Asiago-DLR Asteroid Survey og B612 Foundation.

## Udforskning
Ved årsskiftet 2012/13, har tre nærjordsasteroider haft besøg af rumsonder. Det drejer sig om: (433) Eros, der i 1998, og i 2000-2001 fik besøg af NASA's Near Earth Asteroid Rendezvous sonde,
(25143) Itokawa, af JAXA's Hayabusa sonde i 2005
og (4179) Toutatis, af det kinesiske CNSA's Chang'e 2 rumsonde i december 2012.
NASA opsendte OSIRIS-REx rumsonden i 2016, for at udforske apollo-asteroiden (101955) Bennu. OSIRIS-REx skal blandt andet hjemtage en prøve af asteroiden til Jorden.